# Haemaphlebia phaeomicta
Haemaphlebia phaeomicta là một loài bướm đêm trong họ Noctuidae.